# オイリュトミー
オイリュトミー　(Eurythmie)とは、ルドルフ・シュタイナーによって創造された運動を主体とする芸術である。舞踊、総合芸術、パフォーミング・アーツであるとも言われる。
ギリシア語のευ（eu：美しい）、ρυθμός（rythmos：リズム）から名付けられた。英語読みの「ユーリズミー(Eurythmy)」と呼ばれることもある。専門家はオイリュトミストと呼ばれる。
名称が似通っているリトミックとは直接の関連は無いが、音楽に合わせた身体の動きや即興演奏など共通事項が数多くあるので大人のリトミックともいうことができる。

## 概要
意識と身体のギャップを埋め、言葉または音楽の力を全身の動きに変換し、内臓（ミクロコスモス）を動かすエネルギー、惑星（マクロコスモス）を動かすエネルギーを関連付ける。また、言葉または音楽の持つエネルギーを身体表現によって具象化する。子音や母音には、一つずつ動きが定められており、子音の動きと母音の動きを組み合わせることで、言語を立体的に表現することを可能としている。
オイリュトミーは運動であるが、英語ではplayを使わずdo-する、行うと表現する。ダンスにも見えるが、厳密には「オイリュトミーを踊る」という表現は適切でないとされている。

## 分類
- 舞踏芸術としての芸術オイリュトミー
- 教育の課程としての教育オイリュトミー
- 療育的な観点から行われる治療オイリュトミー
- 職場で行われるソーシャルオイリュトミー

それぞれに、音楽と共に行うものと、言葉（詩の朗読など）と共に行うものがあり、その両方が無いものや絵画などに合わせる場合もある。

### 専門家養成
スイスのドルナッハにあるゲーテアヌム精神科学自由大学の芸術部門にて学ぶ事ができる。基本：4−5年間、更に、3年学ぶことで舞台オイリュトミストになることができる。

#### 基本（4,5年間コース）
シュタイナー教育（又はヴァルドルフ教育）を実践している幼稚園、小学校、中学校、高等学校において、専科の科目として行われている。日本国内においては、シュタイナー学園初等部・中等部や、いずみの学校初等部・中等部をはじめとするいわゆるシュタイナー学校において実践されている。

#### 芸術オイリュトミー（3年間コース）
ソロ、あるいは団体で行うものである。スイスのドルナッハ、ドイツのシュトゥットガルト、オランダのハーグ、イギリスのロンドンには、団体が存在する。
音楽を伴うオイリュトミーと言葉を伴うオイリュトミーは分けて行われるが、稀に、音楽と言葉を融合した形である声楽曲によるオイリュトミーも行われる。

#### 治療オイリュトミー（2年間コース）
アントロポゾフィーの医師とともに治療にあたる。かならず医師の診断のもとに患者にオイリュトミーの処方箋が出され、それにもとづきセラピストとともに患者はオイリュトミーを動く。

## 日本のオイリュトミスト
2010年現在、日本には70名ほどのオイリュトミストがいるとされている。免許皆伝するためにはゲーテアヌムでの最終発表の卒業試験が必須である。
- 上松恵津子：日本人初のオイリュトミスト、ミュンヘン学校卒。
- 笠井叡：シュツットガルト学校卒。
- 笠井禮示：舞踏家の次男